# Lafuente (Cantabria)

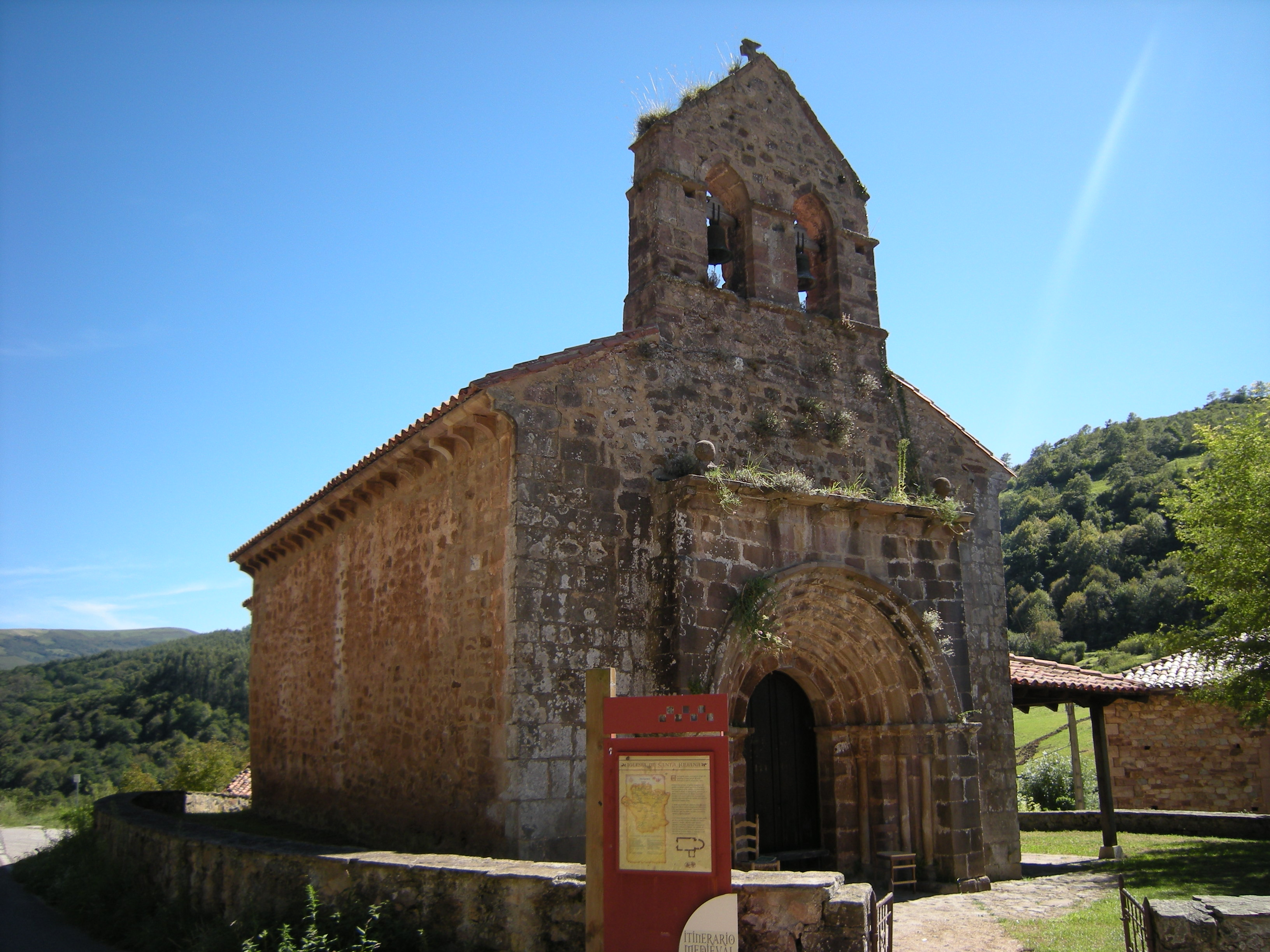
Iglesia de Santa Juliana de Lafuente.

Lafuente es una población del municipio cántabro de Lamasón, en España. Tenía en 2022 una población de 18 habitantes (INE). Se encuentra a 339 m s. n. m. y dista 3 kilómetros de Sobrelapeña, capital municipal. El nombre le viene de una surgencia kárstica que hay en el mismo. Desde este pueblo, a través del Colláu Joz (640 m) se puede pasar a Piñeres, en el vecino valle de Peñarrubia. 

## Patrimonio
A la entrada de este pueblo, en la carretera entre Puentenansa y La Hermida, se encuentra la iglesia parroquial de Santa Juliana, de estilo románico, declarada Bien de Interés Cultural (1983). Data de finales del siglo XII y principios del siglo XIII. Tiene sólo una nave y ábside semicircular. Algunos arcos apuntados preludian ya el gótico. Cerca de la iglesia hay una casa en cuya tapia esta «La pareja de Lamasón», esculturas de un hombre y una mujer que datan del siglo XVII. En su caserío pueden verse casas con solana o balcón corrido, agrupadas en hilera unas junto a otras.

## Ruta
De Lafuente parte el Sendero de pequeño recorrido PR-S.4, llamado «Camino de Pasanéu», que a través del collado de Pasanéu, va hacia Liébana y acaba en Santo Toribio después de recorrer treinta y tres kilómetros y medio.
- Datos: Q5968833
- Multimedia: Lafuente / Q5968833